# Isaac La Peyrère
Isaac La Peyrère (Bordeaux, 1596 – Aubervilliers, 1676) è stato un filosofo francese libertino, millenarista, autore della teoria del preadamitismo.

## Vita e opere

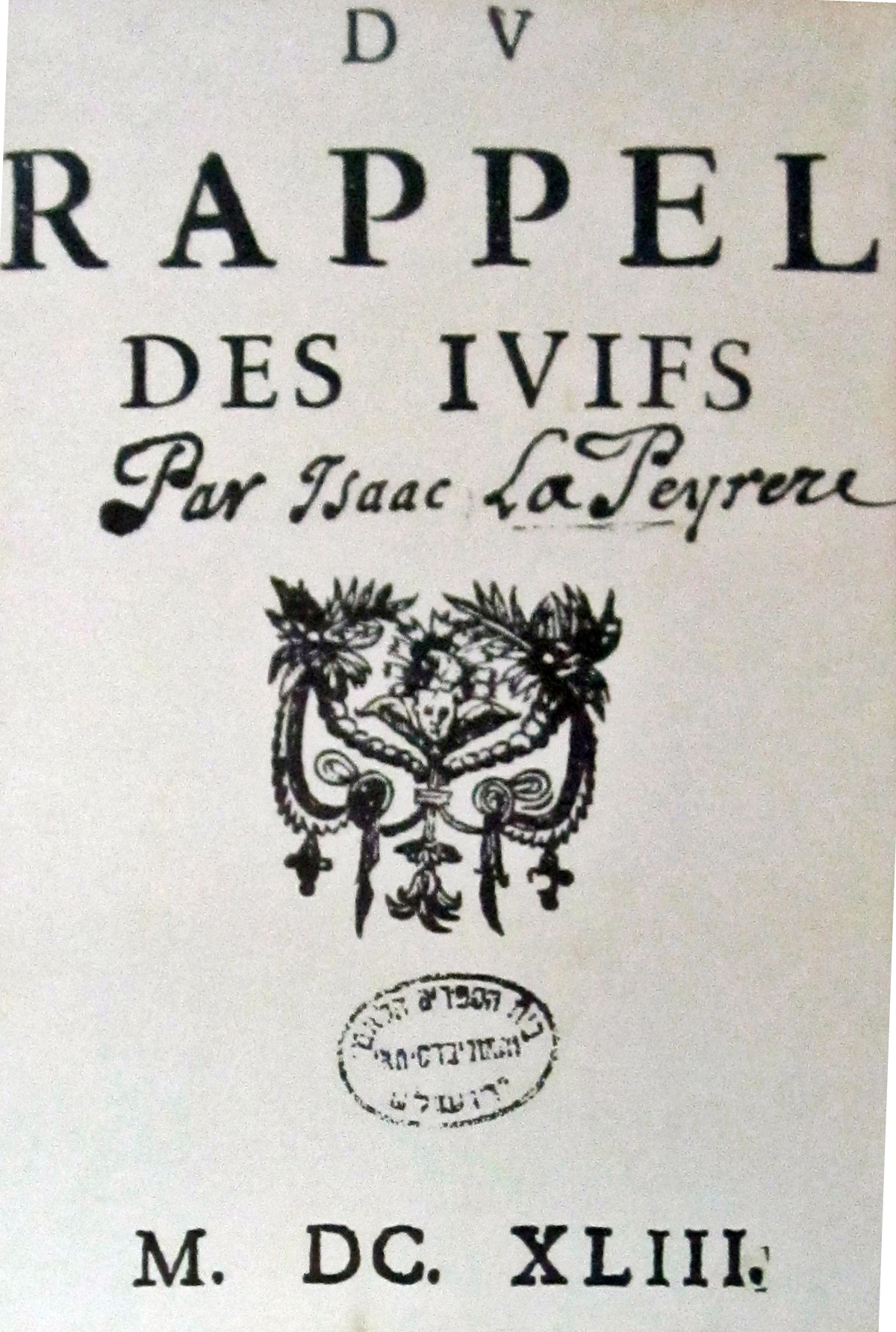
Du rappel des Juifs di Isaac da la Peyrère

Appartenente a una famiglia ugonotta fece parte della cerchia del principe di Condé suo protettore che lo salvò annullando il suo arresto per l'accusa di eresia mentre si trovava al suo servizio nei Paesi Bassi spagnoli. Su consiglio del principe, La Peyrère corse a Roma dal papa per invocarne il perdono rinnegando le sue convinzioni preadamitiche e convertendosi al cattolicesimo (1657). Sembra che in realtà le accuse contro di lui fossero un espediente per spaventarlo e per indurlo alla conversione. Entrato nel piccolo seminario oratoriano di Notre-Dame de Vertus a Aubervilliers, vi rimase sino al termine della sua vita continuando ad avanzare le sue teorie sui preadamiti. I superiori del convento non lo ostacolavano apertamente riproponendosi di bruciare i suoi scritti dopo la sua morte.
Un epitaffio, composto forse da Mathurin Veyssière de La Croze, ironizza sulle sue facili conversioni:
Catholique, Huguenot, enfin Préadamite.

Quatre Réligions lui plurent a la foi.

Et son indifférence était si peu commune,

Qu'après quatrevingts ans qu'il eut a faire choix,

le bon homme parti, et n'en choisit pas une.»
cattolico, ugonotto e infine preadamita.

Quattro religioni gli alimentarono la fede.

E la sua indifferenza era così eccezionale

che dopo ottant'anni quando decise di scegliere

il buonuomo morì e non ne scelse neppure una.»
Nel 1643 La Peyrère compone l'opera Du rappel des Juifs ("Il richiamo dei Giudei") dove sostiene che gli Ebrei dall'iniziale condizione di figli adottivi di Dio furono poi ripudiati per aver fatto condannare e uccidere Gesù. Tuttavia sarebbe comparso un nuovo messia, un re francese, che li avrebbe riaccolti nel seno della Chiesa cristiana: in previsione di questo ritorno occorreva semplificare la dottrina cristiana togliendo dalla dogmatica tutto ciò che potesse ostacolare il loro rientro.
Le teorie di La Peyrère suscitarono grandi polemiche in occasione della pubblicazione nello stesso anno 1655 degli scritti Praeadamitae sive Exercitatio super Versibus duodecimo, decimotertio, et decimoquarto, capitis quinti, Epistolae D. Pauli ad Romanos, quibus inducuntur Primi Homines ante Adamum conditi (I preadamiti, ovvero Esercitazione sui versetti dodicesimo, tredicesimo e quattordicesimo del capitolo quinto dell'Epistola ai Romani del divino Paolo, versetti nei quali si introducono i primi uomini creati prima di Adamo) e Systema theologicum ex Praeadamitarum hypothesi.
In queste opere, pubblicate anonime, in base all'esegesi dei versetti 12-14 del quinto capitolo dell'Epistola ai Romani si poneva il problema dell'origine della specie umana risolvendolo nel senso che questa non discendesse direttamente da Adamo, capostipite dei soli ebrei. Quindi l'umanità non era contaminata del peccato originale e non vi era un unico centro d'origine di tutta l'umanità così come faceva anche supporre l'esistenza dei nuovi popoli americani che non risultavano citati nella Bibbia. Nasceva quindi quella ipotesi preadamitica considerata anticipatrice del posteriore poligenismo.
Nel 1656, dopo essere stato arrestato e detenuto a Bruxelles, gli venne consigliato di convertirsi, come fece l'11 marzo 1657 davanti al Papa Alessandro VII. L'anno seguente giustificò la propria conversione al cattolicesimo con l'opuscolo Lettre de la Peyrère à Philotime.
Nel 1670 discusse le proprie teorie con il biblista francese Richard Simon, ricevuto in un monastero degli Oratoriani dove si era ritirato come fratello laico. Attraverso i contatti che aveva avuto con Claudius Salmasius, Ugo Grozio e Ole Worm, si può dire che ebbe un'influenza postuma sull'Illuminismo europeo. Il suo lavoro colpì anche il filosofo Baruch Spinoza.

## Opere d'Isaac La Peyrère

### Sul preadamitismo
- Systema theologicum ex prae Adamitarum hypothesi. pars prima. 1655.
- Praeadamitae, sive exercitatio super versibus duodecimo, decimotertio et decimoquarto, capitis quinti epistolae D. Pauli ad Romanos, quibus inducuntur primi homines ante Adamum conditi. 1655.
  - Testo tradotto in inglese nell'anno seguente: Men before Adam, or, A discourse upon the twelfth, thirteenth, and fourteenth verses of the fifth chapter of the Epistle of the Apostle Paul to the Romans. London, 1956
  - Tradotto in italiano con il titolo I preadamiti, a cura di Giuseppe Lucchesini e Pina Totaro (Macerata: Quodlibet, 2004 ISBN 88-7462-026-8).
- Isaaci Peyrerii Epistola ad Philotimum, qua exponit rationes propter quas ejuraverit sectam Calvini quam profitebatur, et librum De Prae-Adamitis quem ediderat Isaaci Peyrerii Epistola ad Philotimum, qua exponit rationes propter quas ejuraverit sectam Calvini quam profitebatur, et librum De Prae-Adamitis quem ediderat Francofurti [Frankfurt a. M.]: impensis Wilhelmi Serlini, typis Aegidii Vogelii, 1658.
  - Testo tradotto in francese nello stesso anno: Lettre de La Peyrere, a Philotime. Dans la quelle il expose les raisons qui l'ont oblige a abiurer la secte de Caluin qu'il professoit, & le liure des Preadamites qu'il auoit mis au iour. Traduit en Francois, du Latin imprime a Rome. Par l'auteur mesme. À Paris : chez Augustin Courbe, au Palais, en la galerie des Merciers, a la Palme, 1658.

### Su altri temi
- La Bataille de Lents. 1649
- Du rappel des Juifs. 1643. Opera distrutta per ordine del cardinal Mazarino.
- Relation du Groenland 1647
- Relation de l'Islande 1663